# Postabortivní syndrom
Postabortivní syndrom (PAS) je souhrnný název pro psychické příznaky a obtíže, které se mohou dostavit po prodělaném potratu u části žen, ať už po potratu samovolném či uměle vyvolaném (v druhém případě se používá též pojem postinterrupční syndrom, PIS). Podle Mezinárodní klasifikace nemocí není postabortivní syndrom uznán jako samostatná diagnóza. Někteří psychologové však soudí, že se jedná o specifickou formu posttraumatické stresové poruchy.

## Vznik teorie
Myšlenka, že by potraty měly mít negativní psychologický dopad, byla široce podporována v 70. letech Centry pro krizové těhotenství (Crisis Pregnancy Centers, CPCs) a termín postabortivní syndrom, používán odpůrci potratů, zahrnoval jakékoli negativní emoční reakce přisouzené potratu.

## PAS a interrupce
Pojem postabortivní (postinterrupční) syndrom je značně kontroverzní a hraje významnou roli ve sporu o interrupce. Zatímco odpůrci interrupcí z řad pro-life hnutí mají tendenci klást na něj velký důraz a s poukazy na něj odrazovat ženy od podstoupení tohoto zákroku, zastánci práva na interrupci v souvislosti s pojmem PAS většinou popírají, že by existoval (či existoval ve významné míře), či se jej snaží vysvětlit čistě jako pocit viny vnucený ženě k interrupci nepřátelským okolím.
Je značně obtížné zkoumat existenci postinterrupčního syndromu (resp. podíl žen podstoupivších interrupci, které jím byly zasaženy), neboť jeho příznaky jsou z velké části shodné s příznaky ostatních PTSP a stejně jako u nich si dotčená osoba nemusí být vědoma původu svých obtíží. Navíc podle psychologů pracujících s ženami trpícími po potratech problémy nemusí ženy vůbec přijít bezprostředně, ale mnohem později (např. po mnoha letech po potratu).
Studií zabývajících se touto problematikou zatím není mnoho, nejsou příliš průkazné, empirické a docházejí k protichůdným výsledkům. Studie tvrdící, že PAS existuje jsou kritizovány pro mnohé chyby. Mnohé studie a články také popisují PAS jako mýtus vymyšlený americkým pro-life hnutím, jako prostředek pro boj s právem žen na interrupci. Podle studie pracovníků Univerzity Johnse Hopkinse z Baltimoru není PAS (či přesněji PIS) významným problémem.
Naproti tomu k opačnému výsledku došla Anne Nordal Broen,, jejíž práce navíc ukazuje na určité zásadní rozdíly mezi klasickým PAS a PIS (např. v opožděnosti příchodu potíží v případě PIS).
Zdá se, že ve významné míře se syndromy spojené s PAS projevují pouze u malé části žen podstoupivších interrupci. Mohou však u nich nabývat velmi drastických podob a dovést postiženou až k myšlence na sebevraždu.

## Existence postabortivního syndromu
Z analýzy publikovaných studií pokoušejících se systematicky analyzovat výskyt postabortivního syndromu vyplývá, že postabortivní syndrom v takové podobě, v jaké je popisován, neexistuje. Z toho důvodu tuto jednotku neuznávají jako existující nemoc četné významné odborné organizace. Postabortivní syndrom není uveden v klasifikačních seznamech DSM IV ani MKN 10. Naopak v mainstreamové medicínské komunitě, a také mezi pro-choice aktivisty, panuje přesvědčení, že tvrzení o existenci postabortivního syndromu je především taktický nástroj protipotratových aktivistů.
Systematický přehled publikovaný v roce 2008 konstatuje, že v dlouhodobém měřítku není rozdíl v duševním zdraví žen, které podstoupily umělý potrat, a žen z adekvátní kontrolní skupiny, tedy žen, které neplánované těhotenství neukončily indukovaným potratem.
Některé studie skutečně poukazovaly na korelaci mezi potratem a psychickými problémy, ale tyto studie byly obvykle metodologicky špatně provedené a selhávaly v podchycení významných zavádějících faktorů. Kvalitnější studie naproti tomu konzistentně dochází k závěrům, že samotná interrupce nemá žádný přímý vztah s možnými postabortivními psychickými problémy. Ty mohou být podle těchto studií vyvolány již dříve existujícími duševními potížemi a sociálními okolnostmi. Riziko vzniku těchto problémů mohou zvyšovat mnohé vnější faktory jako je například emocionální fixace na těhotenství, chybějící podpora, konzervativní postoje vedoucí k pochybnostem o správnosti interrupce a další.
I významné odborné skupiny konzistentně tvrdí, že potrat nepůsobí negativně na duševní zdraví. Americká psychologická asociace v roce 2008 po kritickém přehledu vědeckých publikací zabývajících se vztahem potratů a duševního zdraví konstatovala, že riziko problému s duševním zdravím u dospělé ženy po jediném indukovaném potratu v prvním trimestru není větší než riziko duševních problémů po donošení nechtěného těhotenství. Potrat může současně vyvolávat stres i vést ke zmírnění stresu, Americká psychologická asociace proto odmítá myšlenku, že by byl potrat „inherentně traumatický“. Pokud došlo k manifestaci duševní poruchy v souvislosti s potratem, jde podle Americké psychologické asociace pravděpodobně o projev již před potratem existujících rizikových faktorů. Protože tyto i jiné rizikové faktory mohou predisponovat i k rozvoji závažnější psychopatologie po porodu, vyšší podíl duševních problémů u rodiček s potratem v anamnéze je vysvětlitelné spíše působením faktorů na potratu nezávislých. Co se týče mnohočetných potratů, panel expertů Americké psychologické asociace konstatoval nekonzistentnost publikovaných výsledků. Navíc je zřejmé, že faktory predisponující ženu k opakovaným nechtěným těhotenstvím mohou predisponovat i k rozvoji duševních poruch a onemocnění. Proto v případě opakovaných potratů nebyl stanoven jasný závěr.
Systematický přehled britské Royal College of Psychiastrists zveřejněný v roce 2011 konstatuje, že nechtěné těhotenství může zvyšovat riziko psychických obtíží, ale riziko není ovlivněno tím, zda se žena rozhodne pro potrat, nebo pro donošení.
Některé ženy skutečně prožívají po indukovaném potratu (interrupci) negativní emoce. Podíl takových žen je ale stejný jako u žen, které potratily přirozeně, nechtěně.

## Symptomy podle zastánkyň teorie
Salazarová a Freedová považují PAS za specifickou formu posttraumatické stresové poruchy (PTSP). Ve své knize Čas k uzdravení PAS popisují jednak běžnými obecnými symptomy PTSP, jako jsou např. deprese, zvýšená konzumace alkoholu a drog, návaly úzkosti a zlosti, noční můry, psychotické stavy, poruchy sociálního chování a podobně, jednak má i specifičtější projevy. Mezi ty patří např. „výroční syndrom“, strach z neplodnosti či nadměrná touha znovu otěhotnět, vyhýbání se specifickým situacím a podnětům a úzkost z nich (těhotné ženy, malé děti, gynekologická vyšetření), poruchy příjmu potravy, problémy ve vztahu k vlastním dětem, psychosexuální poruchy či náhlé nekontrolované výbuchy pláče.

### Rizikové skupiny
Psychologové pracující s ženami postiženými PAS charakterizují určité skupiny žen, u nichž lze očekávat výskyt postinterrupčního syndromu s vyšší pravděpodobnostní. Jde především o ženy, které:
- podstoupily interrupci ve velmi mladém věku,[34]
- podstoupily interrupci v pozdní fázi těhotenství,[35]
- v době podstoupení interrupce už měly děti,[36]
- byly k interrupci dotlačeny svým okolím[37]
- nebo ženy, jejichž výchova, osobní postoje či postoje okolí vedou k pochybnostem o správnosti interrupce.[38]